# Culinária do Caribe
A culinária caribenha é uma combinação da culinária africana, ameríndia,  francesa, indiana, e espanhola. Essas tradições foram trazidas dos muitos países de origem pela população regional. Além disso, a população tem criado, a partir desta imensa riqueza de tradições, muitos estilos que são únicos na região.
Um prato típico e cada vez mais comum fora da região é o "charque" de carnes temperadas, normalmente de frango. É um sabor único, apimentado, que lembra a culinária creole da Louisiana, mas ainda bastante distinta. Os caris de cabra e frango são encontrados em todas as ilhas anglófonas do Caribe, introduzidos na região há mais de 150 anos pelos indianos, principalmente em Trinidad e Tobago e Guiana. As culinárias do Haiti, Guadalupe e de outras ilhas de colonização francesa, são muito semelhantes no emprego de partes fritas de cabra juntamente com a carne de frango e pato. O arroz é outro alimento muito frequente ingerido com vários molhos e feijão.
Uma versão local de ensopado de cabra foi escolhida como o prato nacional oficial de Montserrat e também é um dos pratos principais de São Cristóvão e Nevis. É um ensopado à base de tomate, feito com carne de cabra, fruta-pão, mamão verde, e bolinhos (também conhecido como "conta-gotas"). Um outro prato popular no Caribe anglófono é chamado de "Cook-up", ou Pelau, um prato que combina as variações de carnes como o frango, rabo de porco, conserva de peixe e legumes com arroz e guandu. O Callaloo é um tipo de sopa contendo folhas de legumes e quiabo entre outros, amplamente difundida no Caribe, com uma mistura distintamente característica africana e indígena.
Entretanto, as ilhas do Caribe de língua espanhola tendem a preferir mais especiarias salgadas para acentuar os sabores. O limão e o alho, por exemplo, são mais comuns em Cuba do que a pimenta (ou a "pimenta-da-jamaica"). Outros condimentos comuns em toda a região incluem a canela e a noz-moscada. 
Os pratos com peixes do mar são os mais comuns da culinária das ilhas, embora isto seja, sem dúvida, em parte devido à sua localização. Cada ilha provavelmente tem a sua própria especialidade. Alguns preparam lagosta, enquanto outros preferem determinados tipos de peixe. Por exemplo, a ilha de Barbados é conhecida pelo seu "peixe-voador", ao passo que Trinidad e Tobago é conhecida pela sua "cascadura" de peixe e caranguejo.
Outro prato principal do Caribe é o arroz, mas o arroz encontrado em cada ilha pode ser um pouco diferente. Alguns temperam seu arroz, ou adicionam ervilhas e outros ingredientes - como o coco. Às vezes, o arroz é amarelo, outras vezes ele faz parte de um prato. Apesar de ser empregado de várias formas, é um acompanhamento comum em toda a região.
Atualmente, o molusco frito é uma especialidade de Key West. O molusco é um  muito popular também nas Bahamas e Belize, onde as fritadas são também feitas (com poucas diferenças), adicionando uma massa de carne moída, temperos e ingredientes e, em seguida, bem fritos.